# Меленко (Західнопоморське воєводство)
Меленко (пол. Mielenko, нім. Klein Möllen) — село в Польщі, у гміні Мельно Кошалінського повіту Західнопоморського воєводства.
Населення — 378 осіб (2011).

## Демографія
Демографічна структура станом на 31 березня 2011 року:
|          | Загалом | Допрацездатний вік | Працездатний вік | Постпрацездатний вік |
| -------- | ------- | ------------------ | ---------------- | -------------------- |
| Чоловіки | 193     | 33                 | 144              | 16                   |
| Жінки    | 185     | 30                 | 107              | 48                   |
| Разом    | 378     | 63                 | 251              | 64                   |